# 166 (álbum)
166 es el segundo álbum de estudio del cantante argentino Milo J. Fue publicado el 11 de julio de 2024 a través de Dale Play Records. Todas las canciones cuentan con vídeoclip.
El 12 de febrero de 2025 Milo J sacaría la versión deluxe del disco con nombre 166 (deluxe) retirada.

## Contexto
El nombre del álbum rinde homenaje al ramal de colectivo conocido como «Línea 166», que recorre la zona de Morón (Argentina). Este colectivo simboliza el recorrido que lo llevó desde sus inicios al estudio de grabación. La presentación del disco incluyó una primera presentación en el Complejo Art Media, en el barrio de Chacarita, en Buenos Aires.

## Lanzamiento y recepción
El álbum se publicó el 11 de julio de 2024, con un total de 12 canciones. Entre sus colaboraciones destacan Morad, CRTrap y Kelo Ke. Todas las canciones del álbum contaron con videoclips oficiales lanzados en plataformas como YouTube y Spotify.
El sencillo más destacado del proyecto, «3 pecados después», acumuló más de 95 millones de reproducciones en streaming, acompañado de una crítica de Charly García sobre el uso del Auto-Tune en la industria musical. El álbum fue nominado a los Premios BAMV Fest en la categoría de "Mejor formato largo", y también sus otros sencillos, «3 pecados después», «Hippie», «Paraíso (daña)», «La tola y el velero», y «Digan».
El 12 de febrero de 2025, Milo J lanzaría la versión deluxe del álbum, titulada 166 (deluxe) retirada, álbum de estudio que tendría 20 canciones, colaborando con Cerounno, Munic HB, Bhavi y Tini.

## Lista de canciones
| 166 — Edición estándar |                                   | |                                                |          |  |
| N.º                    | Título                            | Escritor(es)                                                                                               | Productor(es)                                  | Duración |  |
| 1.                     | «3 pecados después»               | Camilo Joaquín Villarruel Francisco Zecca Lisandro Casquero                                                | Milo J Zecca Lisan Beat                        | 1:59     |  |
| 2.                     | «Antes de lo 20»                  | Villarruel Zecca Casquero                                                                                  | Milo J Zecca Lisan Beat                        | 2:32     |  |
| 3.                     | «Ni Carlos ni José»               | Villarruel Zecca Casquero                                                                                  | Milo J Zecca Lisan Beat                        | 1:52     |  |
| 4.                     | «La tola y el velero» (con Morad) | Villarruel Federico Yesan Rojas Zecca Casquero Morad El Khattouti El Hornmi Sohaib Temssamani Takal        | Milo J SHB Yesan Zecca Lisan Beat              | 3:31     |  |
| 5.                     | «A vos»                           | Amadeo Alonso Villarruel Zecca Casquero                                                                    | Ivo Wosco Milo J Nardo Zecca Lisan Beat        | 2:37     |  |
| 6.                     | «Paraíso (daña)»                  | Alonso Villarruel Zecca Iván Woscoboinik Casquero Matías Ezequiel Mansilla Sebastián Andres Acuña Aparicio | Wosco Milo J Nardo Zecca Lisan Beat            | 4:46     |  |
| 7.                     | «Alioli»                          | Villarruel Danel Omar Moreno Zecca Casquero Matías Ezequiel Mansilla Santiago Ruiz                         | Dommo Milo J Tatool Zecca Lisan Beat           | 3:10     |  |
| 8.                     | «Digan» (con CRTrap y Kelo Ke)    | Villarruel Zecca Gabriel Ortega Gonzalo Ezequiel Ibarra Casquero                                           | Milo J Zecca Lisan Beat                        | 2:38     |  |
| 9.                     | «No hago Trap»                    | Villarruel Zecca Casquero                                                                                  | Milo J Zecca Lisan Beat                        | 2:11     |  |
| 10.                    | «I'Am»                            | Villarruel Moreno Woscoboinik Casquero Max Waller                                                          | Dommo Wosco Max Waller Milo J Zecca Lisan Beat | 2:14     |  |
| 11.                    | «Sangre para derramar»            | Villarruel Zecca Casquero                                                                                  | Milo J Zecca Lisan Beat                        | 2:44     |  |
| 12.                    | «Hippie»                          | Villarruel Carlos Alberto García Zecca Casquero                                                            | Milo J Zecca Lisan Beat                        | 2:33     |  |
| 32:47                  |                                   | |                                                |          |  |

| 166 (deluxe) retirada — Edición deluxe |                                | |                                   |          |  |
| N.º                                    | Título                         | Escritor(es) | Productor(es)                     | Duración |  |
| 13.                                    | «Retirada»                     | Alonso Villarruel Vidart Zecca Casquero                                                                                   | Milo J Nardo Zecca Lisan Beat     | 2:52     |  |
| 14.                                    | «La tortura» (con Cerounno)    | Villarruel Vidart Martínez Casquero Luis Fernando Ochoa Shakira Isabel Mebarark Ripoll                                    | Milo J Zecca Lisan Beat           | 2:29     |  |
| 15.                                    | «Buen día portación de rostro» | Villarruel Casquero | Baxian Milo J Lisan Beat          | 3:24     |  |
| 16.                                    | «Daña (Elvira)»                | Villarruel Carlos Miguel Cutaia Eduardo Nicolas Accinelli Rodriguez Zecca Juan Carlos Amaya Casquero Luis AlbertoSpinetta | Milo J Zecca Lisan Beat           | 3:21     |  |
| 17.                                    | «No no» (con Munic HB)         | Villarruel Zecca Gese Da O Casquero Manyang Darboe Sanyang                                                                | Gese Da O Milo J Zecca Lisan Beat | 3:00     |  |
| 18.                                    | «Olimpo»                       | Villarruel Zeca Jean Correa Da Silva Casquero MC G DS                                                                     | Milo J Zecca Lisan Beat           | 2:49     |  |
| 19.                                    | «Ojalá» (con Bhavi)            | Villarruel Zecca Indra Buchmann Ortega Lisan Beat                                                                         | Milo J Zecca Lisan Beat           | 2:53     |  |
| 53:05                                  |                                | |                                   |          |  |

| Disco 3 — Edición extra |                              |                                                                                |                         |          |  |
| N.º                     | Título                       | Escritor(es)                                                                   | Productor(es)           | Duración |  |
| 20.                     | «Lo que me causa» (con Tini) | Andrés Torres Villarruel Zecca Ignacio Borro Martina Stoessel Mauricio Remgifo | Milo J Zecca Lisan Beat | 3:30     |  |
| 56:35                   |                              |                                                                                |                         |          |  |